# Catedral de Tehuantepec
La Catedral de Tehuantepec, originalmente Catedral de San Pedro y San Pablo es un templo católico elevado al rango de catedral, siendo la sede de la diócesis de Tehuantepec. Está ubicada en Santo Domingo Tehuantepec, en el estado de Oaxaca.

## Breve historia
En 1544, un grupo de frailes dominicos empezó la construcción del recinto junto con otros templos para la evangelizar la población que habitaba en aquel entonces en Santo Domingo Tehuantepec, siendo apoyada la construcción por el coquitao Cocijopí al someterse al catolicismo, en 1550 terminaron las obras y entró en función el lugar y fue consagrada a San Pedro y San Pablo.
Aproximadamente en 1891 fue elevada a catedral cuando se erigió la diócesis de Tehuantepec mediante la bula Illud in primis por el papa León XIII, siendo esta la sede de la diócesis.
En 2017, la catedral fue destruida parcialmente por el terremoto del 19 de septiembre de 2017 junto con un conjunto de templos, por lo que tuvo que ser restaurada y reconstruida, estando a cargo el Instituto Nacional de Antropología e Historia y el ayuntamiento de Tehuantepec.